# Denkmäler der Provinz Qinghai
Die Denkmalliste der Provinz Qinghai (chinesisch 青海省文物保護單位 / 青海省文物保护单位, Pinyin Qīnghǎi shěng wénwù bǎohù dānwèi – „Denkmäler der Provinz Qinghai“) ist eine vom Amt für Kulturgegenstände der Provinz Qinghai (青海省文物局,  Qinghai sheng wenwu ju) in der Volksrepublik China aufgestellte Denkmalliste von geschützten historischen Stätten und Kulturgütern. Sie werden von der Volksregierung der Provinz Qinghai bestimmt und vom Staatsrat der Volksrepublik China bekanntgegeben.
Eine erste Liste wurde 1956 erstellt, eine zweite im Jahr 1957. Sie wurde inzwischen mehrmals um ein Mehrfaches erweitert (siehe Übersicht). Die Liste umfasst bedeutende Stätten für Geschichte, Religion, Kunst und Wissenschaft: Gebäude, Gräber, alte Architektur, Klöster, Steininschriften und anderes.
Sie umfasst derzeit 383 Denkmäler.
Siehe auch die Liste der Denkmäler der Volksrepublik China.
Golog - Haibei - Haidong - Hainan - Haixi - Huangnan - Xining - Yushu
果洛 - 海北 - 海东 - 海南 - 海西 - 黄南 - 西宁 - 玉树

## Beschlüsse
| Liste Nr. | Datum         | Jahr |
| --------- | ------------- | ---- |
| 1         | 3. August     | 1956 |
| 2         | 13. Dezember  | 1957 |
| 3         | 16. März      | 1959 |
| 4         | 27. Mai       | 1986 |
| 5         | 15. September | 1988 |
| 6         | 22. November  | 1998 |
| 7         | 5. Oktober    | 2004 |
| 8         | 4. Oktober    | 2008 |

## Übersicht (nach Bezirken und ihren Kreisen usw.)
Die Schreibung erfolgte in Pinyin und mit chinesischen Schriftzeichen, jeweils mit Angabe der Liste.

### Xining西宁市

#### Chengzhong城中区
- Xining wenmiao 西宁文庙 (1)
- Xining lieshi lingyuan 西宁烈士陵园 (3)
- Nanchan si 南禅寺 (4)
- Nantan gucheng 南滩古城 (5)
- Chenghuang miao 城隍庙 (5)
- Xining gucheng qiang Xianshui yuanduan 西宁古城墙香水园段 (6)
- Dafo si  大佛寺 (6)
- Xining Hongjue si jie gujianzhuqun 西宁宏觉寺街古建筑群 (6)
- Shan-Shaan huiguan 山陕会馆 (8-23)
- Qinghai sheng wei jiuzhi 青海省委旧址 (8-53)

#### Chengdong城东区
- Dongguan Qingzhen da si  东关清真大寺 (4)
- Xinlu 馨庐 (4)
- Dayuan Shan dong ze mo zang  大园山东侧墓葬 (6)

#### Chengxi城西区
- Hutai 虎台 (2)
- Liujiazhai muqun 刘家寨墓群 (2)
- Pengjiazhai muqun 彭家寨墓群 (2)
- Sun Zhongshan xiansheng jiniantang ji jinianbei 孙中山先生纪念堂及纪念碑 (4)

#### Chengbei城北区
- Zhujiazhai yizhi 朱家寨遗址 (1)
- Wuzhong muqun 吴仲墓群 (1)
- Taojiazhai 陶家寨墓群 (3)
- Xiasunjiazhai yizhi 下孙家寨遗址 (4)
- Xixingyuan yizhi 西杏园遗址 (4)
- Huayuantai yizhi 花园台遗址 (4)
- Beichan si 北禅寺 (4)

#### Huangyuan湟源县
- Da xiao fang tai 大小方台 (4)
- Dawankou yizhi 大湾口墓地 (4)
- Mayizui muchi 蚂蚁嘴墓地 (4)
- Huangcheng miao 城隍庙 (4)
- Longshan yizhi 龙山遗址 (6)
- Nangu cheng 南古城 (6)
- Beigu cheng 北古城 (6)
- Chiling yizhi 赤岭遗址 (6)
- Dongke si 东科寺 (6)
- Zhazang si 扎藏寺 (6)
- Huangyuan Xiaoxue tang 湟源小学堂 (6)
- Huozu ge 火祖阁 (7-9)
- Fuyin tang 福音堂 (7-10)
- Halakutu gucheng 哈拉库图古城 (8-2)
- Huangyuanxia titi shike 湟源峡题字石刻 (8-50)

#### Huangzhong湟中县
- Duanbagong muqun 端巴营墓群 (1)
- Duoba muqun 多巴墓群 (2)
- Tijiazhuang muqun 杜家庄墓群 (2)
- Qingshui he yizhi 清水河遗址 (3)
- Benbakou yizhi 本巴口遗址 (3)
- Benbutaitai yizhi 本布台台遗址 (4)
- Miaohoutai yizhi 庙后台遗址 (4)
- Lakashishuwan yizhi 拉卡石树湾遗址 (4)
- Madongmen yizhi 麻洞门遗址 (4)
- Tagan yizhi 塔干遗址 (4)
- Xiashicheng yizhi 下石城遗址 (4)
- Pota cheng 破塌城 (4)
- Heigu cheng 黑古城 (4)
- Jishan ta 积善塔 (4)
- Xina si yizhi 西纳寺遗址 (6)
- Huangzhong bianqian yizhi 湟中边墙遗址 (6)
- Zongzhai bao ji menlou 总寨堡及门楼 (6)
- Shuixia shike 水峡石刻 (6)
- Banshaor bianqiang 班沙尔边墙 (8-1)
- Banshaor Guandi miao 班沙尔关帝庙 (8-24)
- Tonghai silian damofang 通海四联大磨坊 (8-65)

#### Datong大通回族土族自治县
- Houzi He yizhi 后子河遗址 (4)
- Changning yizhi 长宁遗址 (4)
- Sigou yizhi 寺沟遗址 (4)
- Pingle (Jia) yizhi 平乐 (甲)遗址 (4)
- Shancheng yizhi 山城遗址 (4)
- Basiya yizhi 八寺崖遗址 (4)
- Jiajia zhuang yizhi 贺家庄遗址 (4)
- Bianqiang 边墙 (5)
- Guanghui si 广惠寺 (6)
- Huining si 会宁寺 (6)
- Yangjia gucheng yizhi 杨家古城遗址 (7-1)
- Sujia bai gucheng 苏家堡故城 (7-2)

### Haidong海东地区

#### Ping’an平安县
- Shijiaying (Bing) zizhi 石家营 (丙)遗址 (4)
- Sanhe (Yi) yizhi 三合 (乙)遗址 (4)
- Dongcun yizhi 东村遗址 (4)
- Sitai yizhi 寺台遗址 (4)
- Sanshilipu mudi 三十里铺墓地 (4)
- Shangnan mudi 上滩墓地 (4)
- Hongshuiquan Qingzhensi 洪水泉清真寺 (4)
- Sitai shikusi 寺台石窟寺 (5)
- Xiazong si 夏宗寺 (6)
- Qingquan xia gong bei 清泉下拱北 (7-11)
- Guchengya Hanmuqun 古城崖汉墓群 (8-21)

#### Ledu乐都县
- Baiyazi yizhi 白崖子遗址 (1)
- Hanzhuangzi yizhi 汉庄子遗址 (1)
- Xilai si 西来寺 (1)
- Pujiadun yizhi 蒲家墩遗址 (2)
- Guandi paifang 关帝牌坊 (2)
- Baiyazi muqun 白崖子墓群 (3)
- Chaomajia yizhi 晁马家遗址 (4)
- Xiping yizhi 西坪遗址 (4)
- Shuang’erdongping yizhi 双二东坪遗址 (4)
- Heigu cheng 黑古城 (4)
- Wayaozui mudi 瓦窑嘴墓地 (4)
- Yangzong si 杨宗寺 (5)
- Gaomiao bafeng lou 高庙八卦楼 (5)
- Zhaojia si 赵家寺 (5)
- Gong ba ang 贡巴昂 (5)
- Hongka si 红卡寺 (6)
- Shigou si 石沟寺 (6)
- Wanfo si 王佛寺 (6)
- Yaocaotai si 药草台寺 (6) (Photo)
- Yangguan si 羊官寺 (6)
- Ledu xian Chenghuang miao 城隍庙 (7-12)

#### Minhe民和回族土族自治县
- Bazhou yizhi 巴州遗址 (1)
- Xiaoyuan yizhi 小垣遗址 (2)
- Nanyuan yizhi 南垣遗址 (3)
- Shancheng yizhi 山城遗址 (3)
- Songshuzhuang yizhi 松树庄遗址 (3)
- Yangwapo yizhi 阳洼坡遗址 (3)
- Maquyuan yizhi 马聚垣遗址 (3)
- Luobayuan yizhi 罗巴垣遗址 (3)
- Hurere yizhi 胡热热遗址 (4)
- Baiyazigou yizhi 白崖子沟遗址 (4)
- Xiaojia yizhi 肖家遗址 (4)
- Gamaka yizhi 尕马卡遗址 (4)
- Yayaotai (Jia) yizhi 瓦窑台 (甲)遗址 (4)
- Zhangjia (Bing) yizhi 张家 (丙)遗址 (4)
- Gaojia yizhi 高家遗址 (4)
- Danyang gucheng 丹阳古城 (4)
- Honghua si gucheng 鸿化寺古城 (5)
- Tangeryuan si 塘尔垣寺 (5)
- Kerlinangsuogubao 科尔林昂索古堡 (6)
- Kadekawa si 喀德卡哇寺 (6)
- Yajiaping yizhi 崖家坪遗址 (7-3)
- Hujijia yizhi 胡李家遗址 (7-4)
- Dongyuan guta 东塬古塔 (7-13)
- Ejia yizhi 鄂家遗址 (8-3)
- Baojia yizhi 鲍家遗址 (8-4)
- Hongshan si 宏善寺 (8-25)
- Maying Qingzhen da si 马营清真大寺 (8-26) Photo

#### Huzhu互助土族自治县
- Zongzhai muqun 总寨墓群 (1)
- Zongzhai yizhi 总寨遗址 (2)
- Heibiya yizhi 黑鼻崖遗址 (3)
- Douerjiayingpo yizhi 豆尔加阴坡遗址 (3)
- Xiawatai yizhi 下哇台遗址 (3)
- Zhangkashan yizhi 张卡山遗址 (3)
- Gaozhai muqun 高寨墓群 (3)
- Wangjia zhuang muqun 汪家庄墓群 (3)
- Baima si 白马寺 (3)
- Sanqi yizhi 三其遗址 (4)
- Datongyuan (yi) yizhi 大通苑 (乙)遗址 (4)
- Baiya (Bing) yizhi 白崖 (丙)遗址 (4)
- Fengtai (Jia) yizhi 丰台 (甲)遗址 (4)
- Qijiazhuang yizhi 祁家庄遗址 (4)
- Jinjiatai yizhi 靳家台遗址 (4)
- Gashan muqun 尕山墓群 (4)
- Gulou 鼓楼 (4)
- Wufeng si 五峰寺 (4)
- Banjiawan yizhi 班家湾遗址 (6)
- Shanmagou yizhi 善马沟遗址 (6)
- Qi tusi zumu 祁土司始祖墓 (6)
- Zhangjing si 张经寺 (6)
- Youning si 佑宁寺 (7-14)
- Beizhuang gucheng bao 北庄古城堡 (8-6)
- Weiyuan zhen Wenchang ge 威远镇文昌阁 (8-30)
- Zhalong si 扎隆寺 (8-31)
- Yaoma cun Lingwan miao 姚马村龙王庙 (8-32)
- Huzhu zongzhai Guandi miao 互助总寨关帝庙 (8-33)
- Songduo xiang Huining si 松多乡慧宁寺 (8-34)
- Ganchan si 甘禅寺 (8-35)
- Huzhu jiuchang zuofang jiuzhi 互助酒厂作坊旧址 (8-55)
- Kanduo youfang ji shuimo 看多油坊及水磨 (8-66)

#### Hualong化隆回族自治县
- Bayan yizhi 巴燕遗址 (2)
- Baitu zhuang yizhi 白土庄遗址 (4)
- Tuanjie yizhi 团结遗址 (4)
- Tacheng 塌城 (4)
- Rigan mudi 日干墓地 (4)
- Dandou si 旦斗寺 (5)
- Ahenan Qingzhensi 阿河滩清真寺 (5)
- Xiaqiong si 夏琼寺 (6)
- Zhihajia si 支哈加寺 (6)
- Yishaor Qingzhensi 乙沙尔清真寺 (6)
- Zhi zha ang suo yuan 支扎昂索院 (6)
- Yizhizha si 乙什扎寺 (7-15)
- Qihouang gucheng 其后昂古城 (8-5)
- Suolatai muqun 索拉台墓群 (8-20)
- Zhaxizhuang yizhi 扎西庄墓群 (8-22)
- Gandu Yingyang Hudie lou 甘都鸳鸯蝴蝶楼 (8-54)

#### Xunhua循化撒拉族自治县
- Zhangga yizhi 张尕遗址 (4)
- Cangku yizhi 仓库遗址 (4)
- Guancungou 棺材沟墓地 (4)
- Jiamashan mudi 加玛山墓地 (4)
- Kewa Qingzhendasi 科哇清真大寺 (4)
- Mengda Qingzhensi 孟达清真寺 (4)
- Luotuo quan 骆驼泉 (4)
- Kewa gucheng 科哇古城 (5)
- Wendu gucheng 文都古城 (5)
- Danlin guta 旦麻古塔 (5)
- Qingshui Qingzhensi 清水清真寺 (5)
- Suzhi Qingzhensi 苏志清真寺 (5)
- Zhangga Qingzhensi 张尕清真寺 (5)
- Wendu si 文都寺 (6)
- Gulei si 古雷寺 (6)
- Tasapo Qingzhensi 塔撒坡清真寺 (6)
- Zhangshao si 张沙寺 (6)
- Yangulu gongbei 奄古录拱北 (6)
- Shishi banchan guju 十世班禅故居 (6)
- Jiezi gongbei 街子拱北 (8-19)
- Jiezi Sala qianhuyuan 街子撒拉千户院 (8-27)
- Mengda Sala zu gu minjuqun 孟达撒拉族古民居群 (8-28)
- Heran si 合然寺 (8-29)

### Haibei海北藏族自治州

#### Haiyan海晏县
- Dezhou mudi 德州墓地 (4)
- Gahai gucheng 尕海古城 (5)
- Baifo si 白佛寺 (8-36)

#### Qilian祁连县
- Xiatangtai yizhi 夏塘台遗址 (4)
- Shiba gongli chu gu sanjiao cheng 十八公里处古三角城 (4)
- Ebao gucheng 峨堡古城 (8-9)
- Babao zhen Langshe tozu guchengyi 八宝镇狼舌头古城址 (8-10)
- Arou dasi 阿柔大寺 (8-37)

#### Gangca刚察县
- Beixiangyang gucheng 北向阳古城 (4)
- Helonggou yanhua 哈龙沟岩画 (4)
- Shebuqigouyanhua 舍卜齐沟岩画 (4)
- Shaotuo si 沙陀寺 (8-38)
- Gangcha dasi 刚察大寺 (8-57)

#### Menyuan门源回族自治县
- Jinba tai gucheng 金巴台古城 (4)
- Menyuan gucheng 门源古城 (4)
- Ketu gucheng 克图古城 (5)
- Ganglonggou shiku si 岗龙沟石窟寺 (5)
- ganglongkou yanhua 岗龙沟岩画 (5)
- Yong’an cheng 永安城 (6)
- Haomen zhen Nanhuan Qingzhensi 浩门镇南关清真寺 (6)
- Xianmi si 仙米寺 (auch Xianming si 显明寺 genannt) (6)
- Zhugu si 珠固寺 (6)
- Xiayintian Qingzhensi 下阴田清真寺 (7-20)
- Haomendatongcheng 浩门大通城 (8-11)
- Heigucheng sangucheng 黑古城三古城 (8-12)

### Hainan海南藏族自治州

#### Honghe共和县
- Qugou gucheng 曲沟古城 (2)
- Tuoleitai yizhi 托勒台遗址 (4)
- Longwagou yizhi 龙哇切吾遗址 (4)
- Mahantaixikanyan yizhi 马汉台西坎沿遗址 (4)
- Qunkejiala gucheng Xi yizhi 群科加拉古城西遗址 (4)
- Xitai yizhi 西台遗址 (4)
- Zhunaihaitai yizhi 朱乃亥台遗址 (4)
- Baichengzi 白城子 (auch 察汉城 genannt) (4)
- Zhengdongba gucheng 正东巴古城 (4)
- Xiaxitai mudi 下西台墓地 (4)
- Shaomasuo mudi 沙麻索墓地 (4)
- Heigucheng 黑古城 (5)
- Yinglong cheng 应龙城 (5)
- Fusi cheng 伏俟城 (5)
- Hulimugou yanhua 湖李木沟岩画 (5)
- Qiejiyanhua 切吉岩画 (5)
- Xinsi 新寺 (vollständige Bezeichnung „恰卜恰新寺吉祥大乘洲“) (6)
- Kecai chengyi 克才城址 (7-5)
- Qianbulu si 千卜录寺 (8-39)

#### Tongde同德县
- Tu’ernandong yizhi 兔儿滩东遗址 (4)
- Douhouzong gucheng 斗后宗古城 (5)
- Sailahai si 赛拉亥寺 (5)
- Shizang si 石藏寺 (5)
- Deqing si 德庆寺 (8-61)
- Gamao si 尕毛寺 (8-62)

#### Guide贵德县
- Xiapai yuanyi chang yizhi 下排园艺场遗址 (4)
- Ga yi xiang geng yizhi 尕义香更遗址 (4)
- Tang er hai lai yizhi 堂尔亥来遗址 (4)
- Nanhai dian yizhi 南海殿遗址 (4)
- Sitaisi yizhi 寺台地遗址 (4)
- Tangjiali yizhi 唐加里遗址 (4)
- Yatouyan yizhi 崖头沿遗址 (4)
- Canggai gucheng 藏盖古城 (4)
- Gashizailai mudi 尕什在来墓地 (4)
- Walongshan mudi 哇龙山墓地 (4)
- Ganguoyanxiazhuang mudi 干果羊下庄墓地 (4)
- Shangkamiaogou mudi 上卡庙沟墓地 (4)
- Garang gucheng 尕让古城 (5)
- Waji gucheng 瓦家古城 (5)
- Guandi miao 关帝庙 (5)
- Garang Baima si 尕让白马寺 (5)
- Garang si 尕让寺 (5)
- Luohantang si 罗汉堂寺 (5)
- Zhenzhu si 珍珠寺 (6)
- Miena si 乜那寺 (6)
- Wenchang si 文昌庙 (6)
- Narangqianhu yuan 尕让千户院 (6)
- Zuona is 佐那寺 (6)
- Wangdun Longwang miao 王屯龙王庙 (7-16)
- Heyin Qingzhensi 河阴清真寺 (8-58)
- Taiping cun Wenchang miao 太平村文昌庙 (8-59)
- Deqian si 德欠寺 (8-60)

#### Xinghai兴海县
- Yangqushibadang yizhi 羊曲十八档遗址 (4)
- Langshetou yizhi 狼舌头遗址 (4)
- Nankanyan (Yi) yizhi 南坎沿 (乙)遗址 (4)
- Qieji gucheng 切吉古城 (4)
- Zhidongjiala gucheng 支东加拉古城 (4)
- Qinglonggou mudi 羌隆沟墓地 (4)
- Xiangrang Beikanyan mudi 香让北坎沿墓地 (4)
- Longqu gucheng 龙曲古城 (5)
- Xiatang gucheng 夏塘古城 (5)
- Saizong si 赛宗寺 (6)
- Yelong si 也龙寺 (8-41)

#### Guinan贵南县
- Guge Nanankan yizhi 古格滩南坎遗址 (4)
- Tage Gadang yizhi 塔格尕当遗址 (4)
- Dongxiduo gucheng 冬次多古城 (4)
- Guantang cun mudi 关塘村墓地 (4)
- Layohai yizihi 拉乙亥遗址 (8-13)
- Lucang ci 鲁仓寺 (8-40)

### Huangnan黄南藏族自治州

#### Tongren同仁县
- Dongganmu yizhi 东干木遗址 (4)
- Lejia yizhi 勒加遗址 (4)
- Xinma yizhi 新麻遗址 (4)
- Tiechengshan gucheng 铁城山古城 (4)
- Shaorengou mudi 烧人沟墓地 (4)
- Nianduhu mudi 年都乎墓地 (4)
- Leihejia mudi 勒合加墓地 (4)
- Guashize si 瓜什则寺 (6)[2]
- Longwu Qingzhen da si 隆务清真大寺 (7-18)
- Bao'an gucheng 保安古城 (8-17)
- Guomari guzhai 郭麻日古寨 (8-18)
- Wangjia si 王家寺 (8-43)
- Erlang miao 二郎庙 (8-44)
- Yuantong si 圆通寺 (8-45)
- Xiguan si 西关寺 (8-46)

#### Jainca尖扎县
- Lamao yizhi 拉毛遗址 (4)
- Qiaoshidan yizhi 乔什旦遗址 (4)
- Xinni (yi) yizhi 新尼 (乙)遗址 (4)
- Maketang yizhi 马克唐遗址 (4)
- Gamatangdongtai mudi 尕马堂东台墓地 (4)
- Rushenqi mudi 如什其墓地 (4)
- Luowacunchanghoutai yizhi 罗哇村场后台遗址 (5)
- Guyue si 古曰寺 (5)
- Nengke Deqian si 能科德千寺 (auch Deqin si 德钦寺 oder Diechan si 迭缠寺 genannt) (6)
- Nangla qianhuyuan 囊拉千户院 (6)
- Nangla Saikang 囊拉赛康 (auch Saikang si 赛康寺 genannt) (6)
- Nanzong si 南宗寺 (auch Aqiong Nanzong si 阿琼南宗寺 oder Anjun si 安俊寺 u. a. genannt) (6)
- Gengqin Jiumei Wangbo Angqian 更钦•久美旺博昂欠 (7-17)
- Luoduojiazhihe si jiqi shiku 洛多杰智合寺及其石窟 (7-25)
- Gulangcang guju 古浪仓故居 (8-47)
- Kangyang Qingzhensi 康杨清真寺 (8-48)

#### Zêkog泽库县
- Shijingqiang 石经墙 (4)

#### Henan河南蒙古族自治县
- Quge si 曲格寺 (7-19)
- Xiangzha si 香扎寺 (8-49)
- Laka si 拉卡寺 (8-64)

### Golog果洛藏族自治州

#### Maqên玛沁县
- Lajia si 拉加寺 (5) (Ragya-Kloster)

#### Baima班玛县
- Zimuda Hongjun changzheng biaoyu 子木达红军长征标语 (4)
- Hongjun shaosuo 红军哨所 (5)
- Zhaluo cun 扎洛村 (5)
- Zhiqin si 智钦寺 (6)
- Jiangritang si 江日堂寺 (auch Zhuigong si 追公寺 oder Xiamoba Baizha Duoka si 下莫巴白札多卡寺 genannt) (6)
- Wuzha buluo yizhi 吾扎部落遗址 (8-15)
- Huanjue si jiuzhi ji Baizha si 宦觉寺旧址及白扎寺 (8-16)

#### Gadê甘德县
- Xiarihu si 夏日乎寺 (6)

#### Darlêg达日县
- Chalang si 查朗寺 (6) Traling-Kloster

#### Jigzhi久治县
- Baiyu si 白玉寺 (6) (Pelyül-Kloster)

#### Madoi玛多县
- Caomodewa yizhi 莫草得哇遗址 (5)

### Yushu玉树藏族自治州

#### Yushu玉树市
- Jiegu si 结古寺 (6) (Kyegu-Kloster)
- Dangtou si 当头寺 (6)
- Longxi si 龙喜寺 (6)
- Dangka si 当卡寺 (7-21)
- Garan si 嗄然寺 (7-22)
- Tanglong si 唐隆寺 (7-23)
- Dangdan shijingqian ji Fota 当旦石经墙及佛塔 (7-26)
- Ranwugou shiku ji jingtang 然吾沟石窟及经堂 (7-27)
- Changu si 禅古寺 (8-42)
- Yuan Jiangnan Xian zhengfu jiuzhi 原江南县政府旧址 (8-63)

#### Chidu称多县
- Gacang si 尕藏寺 Karzang-Kloster (6)
- Saida si 赛达寺 (auch Xia Saiba si 下赛巴寺 genannt) (6)
- Labu si 拉布寺 (6)
- Qunze si 群则寺 (7-24)
- Gabai ta ji Gudukou 嘎白塔及古渡口 (8-14)

#### Zhidoi治多县
- Gangcha si 岗察寺 (6)
- Jian qian zhu er shijingqian 江欠甘珠尔石经墙 (8-52)

#### Nangqên囊谦县
- Nangqian wangzu mudi 囊谦王族墓地 (6)
- Gading si 嘎丁寺 (6)
- Cangshi diaolou jianzhuqun 藏式雕楼建筑群 (6)
- San shi ling ta 三十灵塔 (6)

### Haixi海西蒙古族藏族自治州

#### Golmud格尔木市
- Sanchakou yizhi 三岔口遗址 (7-6)
- Nachitai yizhi 纳赤台遗址 (8-8)
- Qingzang gonglu jianshe zhihuibu ji jiangjun lou jiuzhi 青藏公路建设指挥部及将军楼旧址 (8-56)

#### Ulan乌兰县
- Xiligou gucheng 希里沟古城 (2)

#### Dulan都兰县
- Talitalihe yizhi 塔里他里哈遗址 (2)
- Xiangride gucheng 香日德古城 (2)
- Kaoxiaotu gumu 考肖图古墓 (2)
- Yingder gumu 英德尔古墓 (2)
- Xiazhaikai yizhi 下柴开遗址 (3)
- Bahamuli 巴哈莫力岩刻 (4)
- Jiayang muqun 加羊墓群 (5)
- Xiangride si 香日德寺 (6)
- Tiangelibeikeliang huasi dian 天格力贝壳梁化石点 (8-67)

#### Têmqên天峻县
- Lumanggou yanhua 鲁茫沟岩画 (5)
- Jia mu ge er nan gu cheng yi 加木格尔滩古城址 (7-8)
- Xiwangmu si, Shishi yizhi 西王母寺、石室遗址 (8-7)
- Xiariha shijingqiang 夏日哈石经墙 (8-51)

#### Da Qaidam大柴旦行政区
- Xiaochaidan yizhi 小柴旦遗址 (7-7 (Paläolithikum))
- Yuka guihua muhuashi dian 鱼卡硅化木化石点 (8-68) (spätes Trias)